# St. Albert
St. Albert eller City of St. Albert är en stad i den kanadensiska provinsen Albertas centrala del, precis nordväst om provinsens huvudstad Edmonton. Staden grundades 1861 av den katolska prästen Albert Lacombe, när han var först i trakten och byggde kyrkan St. Albert Catholic Parish Church. Den 7 december 1899 blev St. Albert ett samhälle (village) och 1 september 1904 en småstad (town). Den 1 januari 1977 blev St. Albert city.
Staden breder sig ut över 48,27 kvadratkilometer (km2) stor yta och hade en folkmängd på 61 466 personer vid den nationella folkräkningen 2011.